# Main Event

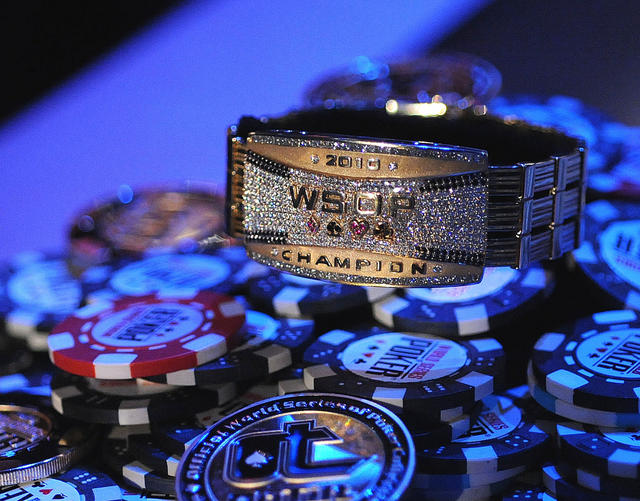
De gouden armband (championship bracelet) die Main Event 2010-winnaar Jonathan Duhamel meekreeg

Het Main Event is een pokertoernooi dat geldt als belangrijkste evenement in het programma dat aangeboden wordt tijdens de jaarlijkse World Series of Poker (WSOP). Dit is sinds 1972 traditioneel een No Limit Hold 'em-toernooi met een inschrijfgeld van $10.000 Amerikaanse dollar. Alleen de allereerste editie in 1971 vormde hierop een uitzondering, omdat de inschrijving toen $5000,- kostte. De winnaar van het Main Event wint behalve een geldprijs ook de officieuze titel 'wereldkampioen poker'.
Johnny Moss kreeg als winnaar van het eerste Main Event in 1971 een bedrag van $30.000,- voor zijn overwinning. Dat is de laagste hoofdprijs in de geschiedenis van het evenement. Jamie Gold incasseerde voor zijn overwinning in het Main Event van de World Series of Poker 2006 een bedrag van $12.000.000,-, de hoogste hoofdprijs ooit tot dat moment. In de jaren na de WSOP 2006 nam het aantal inschrijvingen voor het Main Event af en daarmee ook de hoogte van de hoofdprijs. Rond 2017 begon het aantal deelnemers weer te stijgen. Dit zorgde ervoor dat er tijdens de World Series of Poker 2023 een nieuw record van 10.043 deelnemers was met een recordbedrag van $12.100.000,- als hoofdprijs.

## Format

### Gesplitste dagen

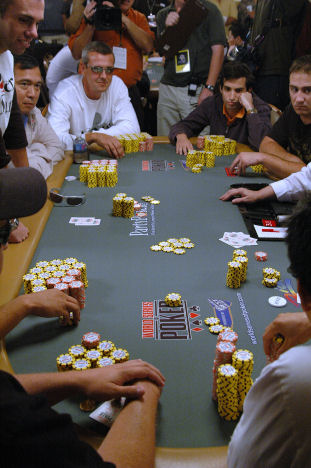
WSOP Main Event-tafel.

Het Main Event werd tot en met de World Series of Poker 2006 gespeeld volgens de structuur van een regulier afvaltoernooi. Het volledige deelnemersveld begon op dezelfde dag. Iedereen speelde vervolgens door tot er negen spelers een finaletafel vormden. Als dit na één dag nog niet het geval was, kwamen alle overgebleven spelers terug voor dag 2. Als er dan nog geen finaletafel gevormd was, kwamen de overgeblevenen terug voor dag 3, etc. De uiteindelijke negen spelers aan de finaletafel speelden vervolgens om de titel.
Voor het Main Event van de World Series of Poker 2006 hadden zich zoveel mensen ingeschreven, dat de organisatie die structuur wijzigde. In plaats van één openingsdag werden er vier geprogrammeerd, 1A, 1B, 1C en 1D. Op ieder van die dagen begon een kwart van het totale aantal deelnemers aan het toernooi. Er werd daarna net zo lang gespeeld tot er van elke startdag 800 spelers over waren. Die kwalificeerden zich voor dag 2A en dag 2B. Iedereen die 2A of 2B vervolgens overleefde, ging door naar dag 3, waarin het hele (overgebleven) veld weer samen kwam. Vanaf dat moment gold de reguliere regeling weer: doorspelen tot er een finaletafel van negen overbleef, waarvan één speler kampioen werd. Deze structuur werd in de jaren na 2006 gehandhaafd.

### The November Nine
De World Series of Poker vormden sinds de eerste editie in 1970 een reeks toernooien die in één keer achter elkaar werden afgewerkt. Daar kwam met ingang van de World Series of Poker 2008 verandering in. Het Main Event wordt sinds dat jaar niet meer in één keer van begin tot einde gespeeld zoals de andere toernooien, maar tot er negen spelers over zijn. Die negen mogen in november terugkomen om in The November Nine het toernooi om de officieuze wereldtitel af te maken. Zij beginnen dan aan de finaletafel met hetzelfde aantal chips dat ze hadden op het moment van plaatsing.

## Main Event-winnaars

### Speciale prestaties
Verschillende spelers hebben het Main Event meermaals gewonnen. Dit zijn:
- Stu Ungar (1980, 1981 en 1997)
- Johnny Moss (1971 en 1974, plus verliezend finalist in 1973)
- Doyle Brunson (1976 en 1977, plus verliezend finalist in 1980)
- Johnny Chan (1987 en 1988, plus verliezend finalist in 1989)

Joseph Cada werd op de World Series of Poker 2009 de jongste winnaar van het Main Event ooit, met 21 jaar, elf maanden en 22 dagen. Hij brak het record van Peter Eastgate, die een jaar eerder als 22-jarige won. Eastgate had op zijn beurt het record overgenomen van Phil Hellmuth, die sinds zijn overwinning op de World Series of Poker 1989 met 24 jaar als jongste Main Event-winnaar gold.
Annette Obrestad won het Main Event in 2007 als achttienjarige, maar dat was dat van de (officiële) aftakking World Series of Poker Europe. Spelers onder 21 zijn wettelijk uitgesloten van deelname aan de WSOP in Las Vegas.

### Alle winnaars

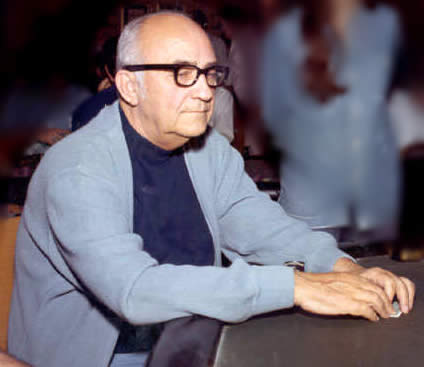
Johnny Moss, winnaar in 1971 en 1974.

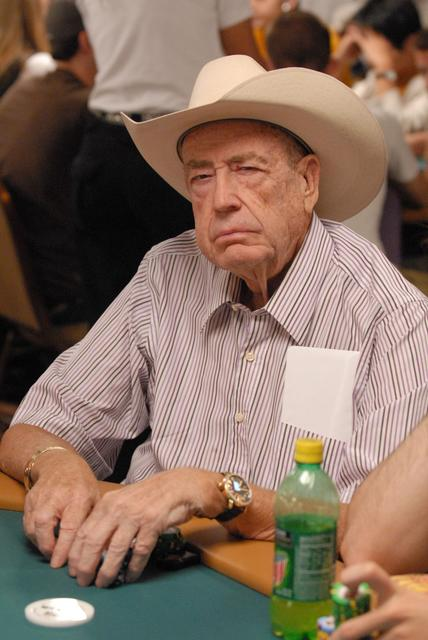
Doyle Brunson, winnaar in 1976 en 1977.

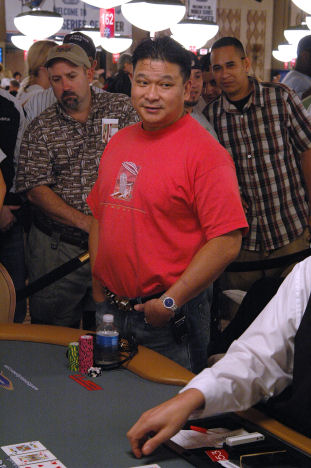
Johnny Chan, winnaar in 1987 en 1988.

| Jaar                       | Winnaar            | Prijs         | Deelnemers | Verliezend finalist |
| -------------------------- | ------------------ | ------------- | ---------- | ------------------- |
| World Series of Poker 1971 | Johnny Moss        | $30.000,-     | 6          | Puggy Pearson       |
| World Series of Poker 1972 | Amarillo Slim      | $80.000,-     | 8          | Puggy Pearson       |
| World Series of Poker 1973 | Puggy Pearson      | $130.000,-    | 13         | Johnny Moss         |
| World Series of Poker 1974 | Johnny Moss        | $160.000,-    | 16         | Crandell Addington  |
| World Series of Poker 1975 | Sailor Roberts     | $210.000,-    | 21         | Bob Hooks           |
| World Series of Poker 1976 | Doyle Brunson      | $220.000,-    | 22         | Jesse Alto          |
| World Series of Poker 1977 | Doyle Brunson      | $340.000,-    | 34         | Gary Berland        |
| World Series of Poker 1978 | Bobby Baldwin      | $210.000,-    | 42         | Crandell Addington  |
| World Series of Poker 1979 | Hal Fowler         | $270.000,-    | 54         | Bobby Hoff          |
| World Series of Poker 1980 | Stu Ungar          | $385.000,-    | 73         | Doyle Brunson       |
| World Series of Poker 1981 | Stu Ungar          | $375.000,-    | 75         | Perry Green         |
| World Series of Poker 1982 | Jack Straus        | $520.000,-    | 104        | Dewey Tomko         |
| World Series of Poker 1983 | Tom McEvoy         | $540.000,-    | 108        | Rod Peate           |
| World Series of Poker 1984 | Jack Keller        | $660.000,-    | 132        | Byron Wolford       |
| World Series of Poker 1985 | Bill Smith         | $700.000,-    | 140        | T.J. Cloutier       |
| World Series of Poker 1986 | Berry Johnston     | $570.000,-    | 141        | Mike Hart           |
| World Series of Poker 1987 | Johnny Chan        | $625.000,-    | 152        | Frank Henderson     |
| World Series of Poker 1988 | Johnny Chan        | $700.000,-    | 167        | Erik Seidel         |
| World Series of Poker 1989 | Phil Hellmuth, Jr. | $755.000,-    | 178        | Johnny Chan         |
| World Series of Poker 1990 | Mansour Matloubi   | $895.000,-    | 194        | Hans Lund           |
| World Series of Poker 1991 | Brad Daugherty     | $1.000.000,-  | 215        | Don Holt            |
| World Series of Poker 1992 | Hamid Dastmalchi   | $1.000.000,-  | 201        | Tom Jacobs          |
| World Series of Poker 1993 | Jim Bechtel        | $1.000.000,-  | 220        | Glenn Cozen         |
| World Series of Poker 1994 | Russ Hamilton      | $1.000.000,-  | 268        | Hugh Vincent        |
| World Series of Poker 1995 | Dan Harrington     | $1.000.000,-  | 273        | Howard Goldfarb     |
| World Series of Poker 1996 | Huck Seed          | $1.000.000,-  | 295        | Bruce Van Horn      |
| World Series of Poker 1997 | Stu Ungar          | $1.000.000,-  | 312        | John Strzemp        |
| World Series of Poker 1998 | Scotty Nguyen      | $1.000.000,-  | 350        | Kevin McBride       |
| World Series of Poker 1999 | Noel Furlong       | $1.000.000,-  | 393        | Alan Goehring       |
| World Series of Poker 2000 | Chris Ferguson     | $1.500.000,-  | 512        | T.J. Cloutier       |
| World Series of Poker 2001 | Carlos Mortensen   | $1.500.000,-  | 613        | Dewey Tomko         |
| World Series of Poker 2002 | Robert Varkonyi    | $2.000.000,-  | 631        | Julian Gardner      |
| World Series of Poker 2003 | Chris Moneymaker   | $2.500.000,-  | 839        | Sam Farha           |
| World Series of Poker 2004 | Greg Raymer        | $5.000.000,-  | 2.576      | David Williams      |
| World Series of Poker 2005 | Joe Hachem         | $7.500.000,-  | 5.619      | Steve Dannenmann    |
| World Series of Poker 2006 | Jamie Gold         | $12.000.000,- | 8.773      | Paul Wasicka        |
| World Series of Poker 2007 | Jerry Yang         | $8.250.000,-  | 6.358      | Tuan Lam            |
| World Series of Poker 2008 | Peter Eastgate     | $9.152.416,-  | 6.844      | Ivan Demidov        |
| World Series of Poker 2009 | Joseph Cada        | $8.546.435,-  | 6.494      | Darvin Moon         |
| World Series of Poker 2010 | Jonathan Duhamel   | $8.944.310,-  | 7.319      | John Racener        |
| World Series of Poker 2011 | Pius Heinz         | $8.715.638,-  | 6.865      | Martin Staszko      |
| World Series of Poker 2012 | Greg Merson        | $8.531.853,-  | 6.598      | Jesse Sylvia        |
| World Series of Poker 2013 | Ryan Riess         | $8.359.531,-  | 6.352      | Jay Farber          |
| World Series of Poker 2014 | Martin Jacobson    | $10.000.000,- | 6.683      | Felix Stephensen    |
| World Series of Poker 2015 | Joseph McKeehen    | $7.683.346,-  | 6.420      | Joshua Beckley      |
| World Series of Poker 2016 | Qui Nguyen         | $8.005.310,-  | 6.737      | Gordon Vayo         |
| World Series of Poker 2017 | Scott Blumstein    | $8.150.000,-  | 7.221      | Dan Ott             |
| World Series of Poker 2018 | John Cynn          | $8.800.000,-  | 7.874      | Tony Miles          |
| World Series of Poker 2019 | Hossein Ensan      | $10.000.000,- | 8.569      | Dario Sammartino    |
| World Series of Poker 2020 | Damian Salas       | $2.550.969,-  | 1.379      | Joseph Hebert       |
| World Series of Poker 2021 | Koray Aldemir      | $8.000.000,-  | 6.650      | George Holmes       |
| World Series of Poker 2022 | Espen Jørstad      | $10.000.000,- | 8.663      | Adrian Attenborough |
| World Series of Poker 2023 | Daniel Weinman     | $12.100.000,- | 10.043     | Steven Jones        |
| World Series of Poker 2024 |                    |               |            |                     |

## Beste Nederlanders ooit

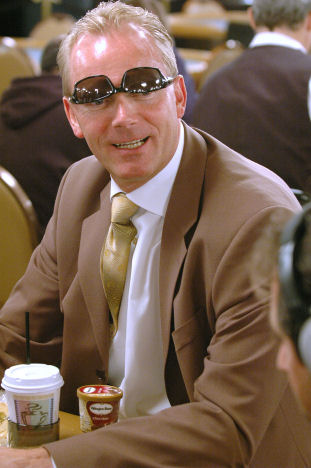
Marcel Lüske, tot 2013 de hoogst geëindigde Nederlander ooit in het Main Event

De top 20 hoogste notities ooit van Nederlanders in het Main Event.
*Bijgewerkt tot en met de World Series of Poker 2023
| Klassering | Deelnemers | Prijzengeld  | Jaartal                    | Naam                 |
| ---------- | ---------- | ------------ | -------------------------- | -------------------- |
| 3e         | 6.683      | $3.807.753,- | World Series of Poker 2014 | Jorryt van Hoof      |
| 7e         | 6.352      | $1.225.356,- | World Series of Poker 2013 | Michiel Brummelhuis  |
| 10e        | 2.576      | $373.000,-   | World Series of Poker 2004 | Marcel Lüske         |
| 14e        | 839        | $65.000,-    | World Series of Poker 2003 | Marcel Lüske         |
| 14e        | 6.683      | $441.940,-   | World Series of Poker 2014 | Oscar Kemps          |
| 15e        | 7.874      | $475.000,-   | World Series of Poker 2018 | Martijn Gerrits      |
| 19e        | 7.319      | $317.160,-   | World Series of Poker 2010 | Michiel Sijpkens     |
| 23e        | 7.221      | $263.532,-   | World Series of Poker 2017 | Marcel Lüske         |
| 26e        | 6.352      | $285.408,-   | World Series of Poker 2013 | Jorn Walthaus        |
| 27e        | 2.576      | $120.000,-   | World Series of Poker 2004 | Eric van der Burg    |
| 30e        | 6.598      | $236.921,-   | World Series of Poker 2012 | Niels van Alphen     |
| 37e        | 839        | $25.000,-    | World Series of Poker 2003 | Kosta Anastasyadis   |
| 44e        | 6.865      | $196.174,-   | World Series of Poker 2011 | Ruben Visser         |
| 53e        | 6.352      | $151.063,-   | World Series of Poker 2013 | Rachid Ben Cherif    |
| 62e        | 6.844      | $115.800,-   | World Series of Poker 2008 | Geert Jans           |
| 69e        | 6.420      | $130.288,-   | World Series of Poker 2015 | Marcus van Opzeeland |
| 70e        | 8.569      | $117.710,-   | World Series of Poker 2019 | Pim Gieles           |
| 71e        | 6.358      | $130.288,-   | World Series of Poker 2007 | Ed de Haas           |
| 81e        | 6.358      | $106.382,-   | World Series of Poker 2007 | Thierry van den Berg |
| 94e        | 7.319      | $67.422,-    | World Series of Poker 2010 | Fokke Beukers        |

## Trivia
- Wendeen Eolis (VS) eindigde in 1986 als 25e, waarmee ze zich als eerste vrouw ooit in het prijzengeld speelde op het Main Event.
- Barbara Enright (VS) eindigde in 1995 als vijfde, waarmee ze als eerste vrouw ooit de finaletafel van het Main Event bereikte.
- Logan Deen (VS) begon op de dag dat hij 21 werd aan het Main Event van de World Series of Poker 2011, waarmee hij de jongste deelnemer aan het (Amerikaanse) Main Event ooit werd.
- De Amerikaan Jack Ury was 97 tijdens de World Series of Poker 2010, waar hij de oudste deelnemer aan het Main Event ooit werd (noot: Ury overleed in februari 2011).
- De World Series of Poker 1997 waren de enige in de geschiedenis van het evenement waarvan de finaletafel van het Main Event in de open lucht werd gespeeld, in een winkelcentrum in Las Vegas, de Fremont Street Experience.